# Station Saint-Martin-du-Vivier
Station Saint Martin du Vivier is een spoorwegstation in de Franse gemeente Saint-Martin-du-Vivier.